# Serruria foeniculacea
Serruria foeniculacea är en tvåhjärtbladig växtart som beskrevs av Robert Brown. Serruria foeniculacea ingår i släktet Serruria och familjen Proteaceae. Inga underarter finns listade i Catalogue of Life.